# Semicytherura cornuta
Semicytherura cornuta är en kräftdjursart som först beskrevs av Brady 1868.  Semicytherura cornuta ingår i släktet Semicytherura, och familjen Cytheruridae. Arten har ej påträffats i Sverige.